# الطريق بين الولايات 90
إنتر ستيت 90 (Interstate 90) (I-90) طريق سيار عابر للقارة بين الشرق والغرب وأطول طريق سريع بين الولايات في الولايات المتحدة بطول 3،021 ميل (4862 كم). يبدأ في سياتل، واشنطن، ويمتد عبر إقليم الشمال الغربي الهادئ، والجبال الغربية ، والسهول الكبرى، والغرب الأوسط ، والشمال الشرقي، وينتهي في بوسطن، مساتشوستس. يخدم الطريق السريع 13 ولاية وله 16 طريقًا إضافيًا، في المقام الأول في المدن الكبرى مثل شيكاغو وكليفلاند وبافالو وروتشستر.